# Салин (окръг, Небраска)
Вижте пояснителната страница за други значения на Салин.
Окръг Салин (на английски: Saline County) е окръг в щата Небраска, Съединени американски щати. Площта му е 1492 km², а населението - 13 843 души (2000). Административен център е град Уилбър.